# Gạo nàng thơm Chợ Đào
Gạo nàng thơm chợ Đào là thương hiệu gạo nổi tiếng ở Chợ Đào, thuộc xã Mỹ Lệ, huyện Cần Đước, tỉnh Long An. Là loại gạo nổi tiếng thơm ngon, gạo Nàng Thơm Chợ Đào được người tiêu dùng biết đến bởi những ưu điểm nổi bật mà không có mấy loại gạo nào sánh bằng.

## Hương vị
Cây lúa Nàng Thơm có hương vị thơm ngon, gạo Nàng Thơm hạt thon dài, chà trắng ra bên trong có hột lựu màu hồng hồng. Gạo mới gặt sau mùa vụ, lúc chà xong có một lớp cám bên ngoài giống dư lớp dầu, cho tay vào bao giơ tay lên gạo còn bám trên tay những hạt mịn, đặc biệt gạo Nàng Thơm có mùi rất thơm, cho vào bao nylon để nhiều tháng mang ra nấu vẫn giữ nguyên được hương thơm ấy. Nhưng nếu để hơn mươi tháng thì gạo sẽ nhạt dần và mất đi mùi thơm ấy, độ dẻo và xốp cũng không còn.

## Thương hiệu
Nàng Thơm Chợ Đào có giá như thế nên ngay cả nơi không làm ra gạo Chợ Đào cũng đăng ký xin độc quyền thương hiệu gạo này. Theo báo Lao Động vừa rồi Cục Sở hữu trí tuệ Việt Nam cấp giấy chứng nhận cho Hợp tác xã dịch vụ nông nghiệp xã Mỹ Lệ được độc quyền nhãn hiệu "Gạo Nàng Thơm Chợ Đào" thì phát hiện thương hiệu này đã được chính phủ Mỹ cấp cho công ty Cong Nguyen Inc. ở Oklahoma từ năm 2002. Sở Khoa học - Công nghệ tỉnh Long An định nhờ một văn phòng luật sư Mỹ kiện lấy lại thương hiệu.

## Thơ ca
Nhà thơ Hoài Vũ đã viết về nông sản này trong bài "Nàng Thơm":
Vẫn mùi hương ấy, tình yêu ấy
Lúa theo ta vào tận chiến hào
Trong ngần đấy, dễ gì ta thấy
Giọt lệ buồn trong ánh mắt em trao. 